# Lobotos
Genre
Synonymes
- genre Campephaga Vieillot, 1816[2]
- Lobotos Reichenbach, 1850[2]

Lobotos est un genre d'oiseaux de la famille des Campephagidae.

## Liste des espèces
Selon la classification de référence du Congrès ornithologique international (version 6.4, 2016) :
- Lobotos lobatus (Temminck, 1824) — Échenilleur à barbillons
- Lobotos oriolinus Bates, 1909 — Échenilleur loriot